# Кирхгоф, Пауль
Пауль Кирхгоф (нем. Paul Kirchhof; род. 21 февраля 1943, Оснабрюк, Нижняя Саксония) — немецкий юрист, педагог и консультант по правовым вопросам, специалист в области налогового права, судья Конституционного суда Германии (1987—1999).

## Биография
Родился 21 февраля 1943 года в городе Оснабрюк, Нижняя Саксония, Германия.
Изучал юриспруденцию в Фрайбургском и Мюнхенском университетах, получив в возрасте 25 лет докторскую степень.

## Карьера
Свою карьеру Кирхгоф начал в качестве преподавателя в Институте налогового права при Университете Мюнстера, став впоследствии его директором. В ноябре 1987 года он был назначен судьёй Конституционного суда Германии, оставаясь на посту на протяжении всего двенадцатилетнего срока. После истечения полномочий судьи Кирхгоф вернулся к преподавательской деятельности и стал профессором на факультете права Гейдельбергского университета.
Во время парламентских выборов 2005 года Ангела Меркель объявила, что Кирхгоф займёт пост министра финансов, если ей будет поручено формирование нового правительства. Однако, идеи Кирхгофа по обновлению налоговой системы страны не были поддержаны населением и подорвали доверие к партии Меркель в области экономических вопросов. Незадолго до выборов Кирхгоф заявил, что он останется в академической среде и не примет пост в правительстве.